# Dương Duy Ngữ
Dương Duy Ngữ (1942–2019) là nhà văn Việt Nam, được truy tặng Giải thưởng Nhà nước về Văn học Nghệ thuật vào năm 2022. Ông là Đại tá Quân đội nhân dân Việt Nam.      

## Tiểu sử
Dương Duy Ngữ sinh ngày 10 tháng 7 năm 1942 tại làng Gồ, nay là xã Phượng Cách, huyện Quốc Oai, Hà Nội.
Năm 1964, học hết phổ thông, Dương Duy Ngữ không thi đại học, mà đi bộ đội. Anh vào Đại đội 1, đoàn pháo binh Tam Đảo, thuộc quân chủng Phòng không - Không quân, chiến đấu ở Thượng Lào, Hạ Lào, Hàm Rồng, Thanh Hoá… Năm 1965, Đại đội 1 của Dương Duy Ngữ được phong tặng danh hiệu Anh hùng Lực lượng vũ trang nhân dân.
Ông học khóa sáng tác đầu tiên của Quân đội ở Trường Viết văn Nguyễn Du, rồi được đi trại sáng tác 2 tháng ở Đà Lạt, cùng lớp với Chu Lai, Đỗ Chu, Xuân Đức, Khuất Quang Thụy… Ông là Đại tá Quân đội nhân dân Việt Nam, công tác ở Nhà xuất bản Quân đội nhân dân cho đến lúc nghỉ hưu.
Ông là hội viên Hội Nhà văn Việt Nam từ năm 1983. 
Ông mất ngày 25 tháng 3 năm 2019.

## Sự nghiệp
Dương Duy Ngữ thuộc thế hệ những người cầm bút trưởng thành trong kháng chiến chống Mỹ. Gần trọn đời gắn với Quân đội. Hơn 3 thập kỷ sáng tác, ông đã có khoảng 30 đầu sách.
Viết về lực lượng vũ trang, Dương Duy Ngữ có nhiều tác phẩm: “Phía trước mũi súng”,  “Hạnh phúc của tôi”, “Làng gỗ”, “Anh cảnh sát khó ngủ”, “Hai cụ thượng làng”, “Cây mộc nhà Chúa”, “Lộc người”, “Tướng quân”…
Bên cạnh mảng đề tài về lực lượng vũ trang và chiến tranh cách mạng, Dương Duy Ngữ còn nổi tiếng với các tác phẩm viết về văn hóa truyền thống của Việt Nam, với các cuốn “Người giữ đình làng”, “Rước chữ”, ''Nhất tướng'', ''Nàng Quy'', ''Lộc giời'', ''Tích thiện'', ''Người hùng'', “Người trồng địa lan”, “Chuyện làng ba họ”, “Linh khí”… 
nhà văn Dương Duy Ngữ, 
Dương Duy Ngữ đã ba lần được Giải thưởng Hội Nhà văn Việt Nam (1998, 2001, 2002) cho các cuốn Rước chữ, Người trồng địa lan, Người giữ đình làng; ba lần Giải thưởng Văn học Bộ Quốc phòng (1994, 1999, 2004) cho các tác phẩm: Người hùng, Lộc giời, Mặc Phúc Xuyên; Giải thưởng Văn học sông Mê Kông cho tác phẩm “Chuyện lạ nước Lào”.
Năm 2022, ông được truy tặng Giải thưởng Nhà nước về Văn học Nghệ thuật với tác phẩm: Rước chữ (tập truyện).

## Tác phẩm chính
- Sắc trời (truyện ngắn, 1979),
- Phía trước mũi súng (tiểu thuyết, 1983),
- Hạnh phúc của tôi (truyện ngắn, 1986),
- Làng Gồ (tiểu thuyết, 1990),
- Người hùng (truyện ngắn, 1993),
- Mưa tiên (truyện ngắn),
- Rước chữ (truyện ngắn, 1996);
- Người giữ đình làng (tiểu thuyết, 1999);
- Mặc Phúc Xuyên (truyện ngắn, 2001);
- Chú em họ và tôi (tiểu thuyết, 2003).

Nguồn:

## Vinh danh
- Giải thưởng Nhà nước về Văn học Nghệ thuật năm 2022.

### Giải thưởng văn học
- Ba lần giải thưởng Hội Nhà văn Việt Nam (1998, 2001, 2002) cho các cuốn Rước chữ, Người trồng địa lan, Người giữ đình làng;
- Ba lần giải thưởng Văn học Bộ Quốc phòng (1994, 1999, 2004) cho các tác phẩm: Người hùng, Lộc giời, Mặc Phúc Xuyên.
- Giải thưởng Văn học sông Mê Kông cho tác phẩm “Chuyện lạ nước Lào”.